# Pristimantis ernesti
Pristimantis ernesti är en groddjursart som först beskrevs av Flores 1987.  Pristimantis ernesti ingår i släktet Pristimantis och familjen Strabomantidae. IUCN kategoriserar arten globalt som sårbar. Inga underarter finns listade i Catalogue of Life.